# Vranja Peč
Vranja Peč je naselje v Občini Kamnik.

## Zgodovina
V starih listinah se Vranja Peč omenja že leta 1238, ko je v listini o ustanovitvi samostana v Velesovem (Adergas) omenjen kot priča tudi Engelskalk iz Vranje Peči, eden od andeških ministerialov, ki je imel dvor ali grad v tem kraju. Henrik iz Vranje Peči je imel leta 1303 v svojem grbu vrana na skali oziroma peči. Krajevna cerkev sv. Urha se omenja leta 1423, ko je ležala neka kmetija »pri sv. Urhu v Palovčah«. Takrat se današnje Zgornje in Spodnje Palovče kot kraj tudi prvič omenjajo. Desetino od 11 kmetij so imeli do leta 1429 v Vranji peči tudi Gallenbergi.